# Bartomeu Torres Gost
Bartomeu Torres Gost (Sa Pobla, 1905-1989). Fou un canonge, investigador de l'obra de Costa i Llobera i escriptor mallorquí.
Es doctorà en filosofia en 1927 i s'ordenà prevere a Roma en 1928. En 1961 fou nomenat canonge degà de la Seu de Mallorca fins a 1968.
Va estudiar les obres del poeta mallorquí, Miquel Costa i Llobera.
El 25 de març de 1983 va donar el pregó de Setmana Santa a Felanitx. L'acte se dugué al convent de Sant Agustí el divendres Sant.
És fill il·lustre de sa Pobla.

## Obres
- "Les Illes d'Or" 1936.
- "M. Costa i Llobera: Obres completes" amb una nota bibliogràfica de Bartomeu Torres Gost. (1947)
- "Miquel Costa i Llobera 1854-1922: Itinerario Espiritual d'un poeta". Barcelona, Biblioteca Galmés, 1971.
- "El Pi de Formentor. Edició poliglota commemorativa del centenari de la seva redacció". Palma, 1975.
- "Visions de Palestina de Costa i Llobera" Editorial Moll 1977.
- "Primeres Poesies". Editorial Moll 1981.
- "Epistolari de Miquel Costa i Llobera i Antoni Rubió i Lluch a Joan Lluís Estelrich". Editorial Moll 1985.
- "Horacianes". Editorial Moll 1990. Amb pròleg de Jaume Vidal Alcover.